# Eudoxus (kráter na Měsíci)

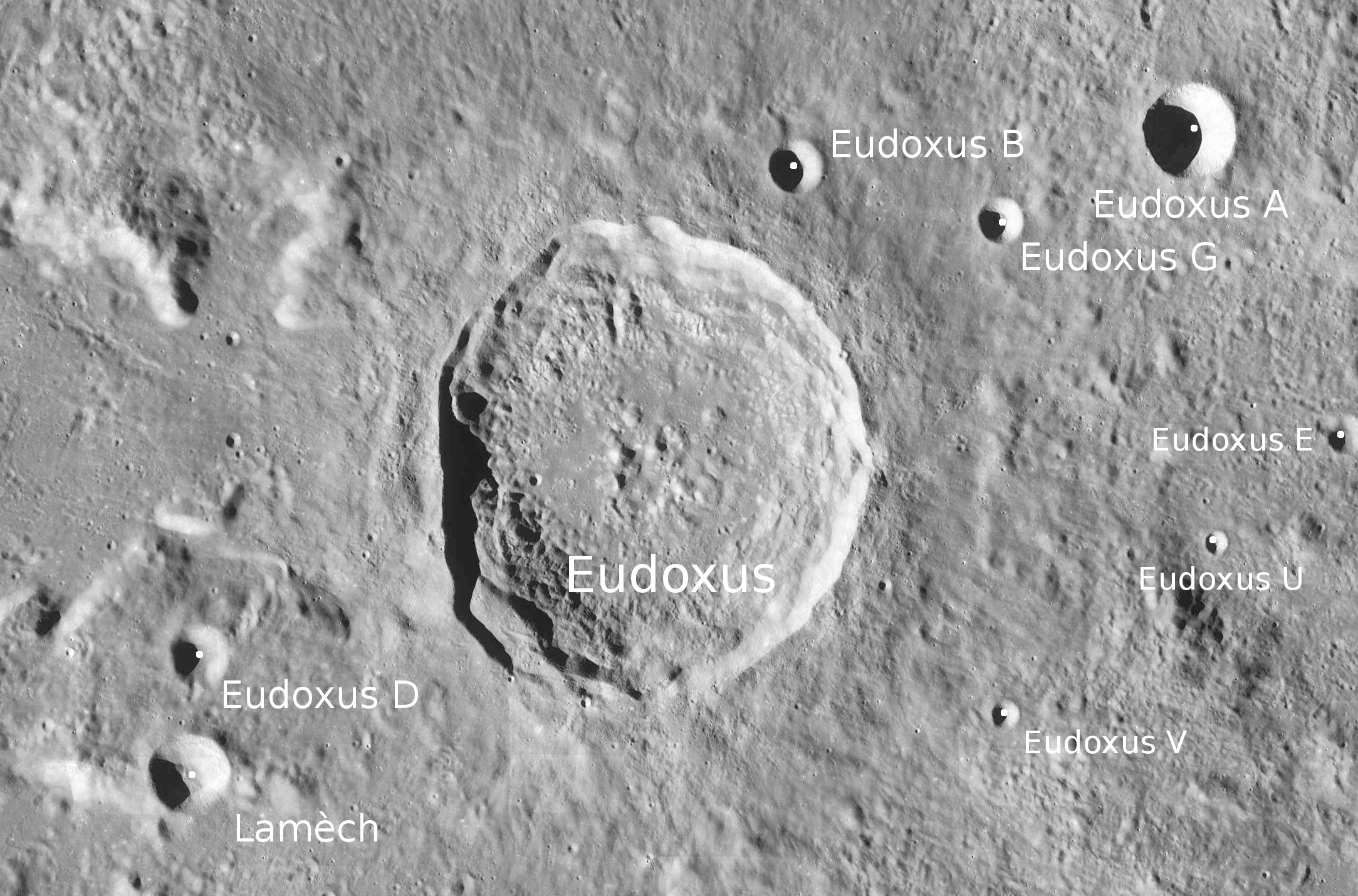
Kráter Eudoxus a síť satelitních kráterů.

Eudoxus je měsíční impaktní kráter nacházející se východně od severní části měsíčního pohoří Montes Caucasus (Kavkaz) a severně od Mare Serenitatis (Moře jasu). Má průměr 67 km  a leží jižně od většího kráteru Aristoteles (průměr 87 km). Společně s Aristotelem tvoří nápadnou dvojici v této oblasti měsíčního povrchu.
Pojmenován je podle řeckého astronoma a matematika Eudoxe z Knidu.

## Satelitní krátery
V okolí kráteru se nachází několik menších kráterů. Ty byly označeny podle zavedených zvyklostí jménem hlavního kráteru a velkým písmenem abecedy.
| Eudoxus | Sel. šířka | Sel. délka | Průměr |
| ------- | ---------- | ---------- | ------ |
| A       | 45.8° S    | 20.0° V    | 14 km  |
| B       | 45.6° S    | 17.4° V    | 7,7 km |
| D       | 43.3° S    | 13.2° V    | 9,4 km |
| E       | 44.4° S    | 21.2° V    | 5,7 km |
| G       | 45.4° S    | 18.8° V    | 6,6 km |
| J       | 40.8° S    | 20.3° V    | 4 km   |
| U       | 43.9° S    | 20.3° V    | 3,5 km |
| V       | 43.1° S    | 18.8° V    | 4,4 km |

## Kráter Eudoxus v kultuře
- Kráter Eudoxus se objevuje ve vědeckofantastickém románu britského spisovatele Arthura C. Clarka Měsíční prach.[12]